# Abdoul Tapsoba
Pour les articles homonymes, voir Tapsoba.
Abdoul Fessal Tapsoba, né le 23 août 2001 à Bobo-Dioulasso au Burkina Faso, est un footballeur international burkinabé qui joue au poste d'attaquant à l'Adanaspor.

## Biographie

### Carrière en club

#### ASEC Mimosas (2015-2020)
Né à Bobo-Dioulasso, Abdoul Tapsoba quitte le Burkina Faso alors qu'il est encore jeune, avec sa famille, pour aller vivre en Côte d'Ivoire. Repéré dans les rues d'Abidjan alors qu'il n'est inscrit dans aucun club, Tapsoba intègre le centre de formation de l'ASEC Mimosa en 2015,.

#### Standard de Liège (depuis 2020)
En 2019, le jeune attaquant burkinabé est prêté (avec option d’achat) au Standard de Liège. Dans un premier temps, il vient renforcer l'équipe espoir. L'option est levée à la fin de la saison 2019-2020.
Il est par la suite prêté à deux reprises pour obtenir plus de temps de jeu.

##### Prêt au Sheriff Tiraspol (2023)
Il est loué au Sheriff Tiraspol à l'hiver 2023 : les Transnistriens réalisent cette année-là le doublé championnat/coupe de Moldavie. Le Standard rappelle alors Tapsoba, dans l'optique d'une vente.

##### Prêt à l'Amiens SC (2023-2024)
Il est rapidement reprêté avec option d'achat en ligue 2, du côté de l'Amiens SC, qui recherche un avant-centre titulaire dans le système d'Omar Daf.

### Carrière en sélection
Avec les moins de 20 ans, il participe à la Coupe d'Afrique des nations des moins de 20 ans en 2019. Lors de cette compétition organisée au Niger, il joue trois matchs et marque un but contre le Sénégal, rencontre au cours de laquelle il officie comme capitaine. Avec un bilan catastrophique de trois défaites en trois matchs, huit buts encaissés et un seul marqué, le Burkina Faso est éliminé dès le premier tour.
En mars 2021, il est convoqué une première fois en équipe nationale du Burkina Faso par Kamou Malo, au sein d'un groupe élargi pour participer aux éliminatoires de la CAN 2021.
Il reçoit sa première sélection en équipe nationale le 29 mars 2021, contre le Soudan du Sud, où il joue 20 minutes (victoire 1-0). Il inscrit son premier but avec les Étalons le 7 septembre 2021, contre l'Algérie, permettant à son équipe de faire match nul (1-1). Il marque ensuite trois goals lors de la double confrontation contre Djibouti. Ces rencontres rentrent dans le cadre des éliminatoires de la CAN.
Il participe ensuite à la phase finale de la Coupe d'Afrique des nations 2021, organisée en début d'année 2022 au Cameroun. Lors de ce tournoi, il prend part à cinq matchs et le Burkina Faso se classera quatrième, en étant battu par le pays organisateur lors de la "petite finale", après une séance de tirs au but.

## Statistiques
| Saison                | Club                     | Championnat           | Championnat | Championnat | Championnat | Coupe(s) nationale(s) | Coupe(s) nationale(s) | Coupe(s) nationale(s) | Compétition(s) continentale(s) | Compétition(s) continentale(s) | Compétition(s) continentale(s) | Compétition(s) continentale(s) | Total | Total | Total |
| Saison                | Club                     | Division              | M.          | B.          | P.d.        | M.                    | B.                    | P.d.                  | Comp.                          | M.                             | B.                             | P.d.                           | M.    | B.    | P.d.  |
| 2019-2020             | Standard de Liège (prêt) | Division 1            | 0           | 0           | 0           | -                     | -                     | -                     | -                              | -                              | -                              | -                              | 0     | 0     | 0     |
| 2020-2021             | Standard de Liège        | Division 1            | 23          | 0           | 1           | 3                     | 0                     | 1                     | C3                             | 3                              | 2                              | 0                              | 29    | 2     | 2     |
| 2021-2022             | Standard de Liège        | Division 1            | 15          | 2           | 1           | 2                     | 0                     | 0                     | -                              | -                              | -                              | -                              | 17    | 2     | 1     |
| 2022-2023             | Standard de Liège        | Division 1            | 3           | 1           | 0           | 0                     | 0                     | 0                     | -                              | -                              | -                              | -                              | 3     | 1     | 0     |
| Total sur la carrière | Total sur la carrière    | Total sur la carrière | 41          | 3           | 2           | 5                     | 0                     | 1                     | -                              | 3                              | 2                              | 0                              | 49    | 5     | 3     |